# NGC 4844
NGC 4844 – gwiazda o jasności ok. 15m, znajdująca się w gwiazdozbiorze Panny, niedaleko od galaktyki NGC 4838. Zaobserwował ją Wilhelm Tempel 19 kwietnia 1882 roku, lecz błędnie uznał ją za obiekt typu mgławicowego i dlatego została później skatalogowana w New General Catalogue. Identyfikacja obiektu NGC 4844 nie jest pewna, może być nim też inna z gwiazd widocznych w okolicy.